# Carrizal (município)
Carrizal é um município da Venezuela localizado no estado de Miranda.
A capital do município é a cidade de Carrizal.